# Synaphobranchus kaupii
Synaphobranchus kaupii is een  straalvinnige vissensoort uit de familie van kuilalen (Synaphobranchidae). De wetenschappelijke naam van de soort is voor het eerst geldig gepubliceerd in 1862 door Johnson.
De soort staat op de Rode Lijst van de IUCN als niet bedreigd, beoordelingsjaar 2009. De omvang van de populatie is volgens de IUCN stabiel.